# 파이어폭스 포커스
파이어폭스 포커스(Firefox Focus)는 모질라의 파이어폭스를 기반으로 하는 자유-오픈 소스 개인 정보 보호 중심 모바일 브라우저로, 안드로이드 및 iOS 스마트폰과 태블릿에서 사용할 수 있다. 파이어폭스 포커스는 처음에는 2015년 12월에 출시된 모바일 iOS 장치용 추적 차단 애플리케이션이었다. 이후 곧 미니멀한 웹 브라우저로 개발되었다. 그러나 애플 장치의 사파리 브라우저 백그라운드에서는 추적 차단기로만 작동할 수 있다.
2017년 6월, 안드로이드의 첫 번째 릴리스가 공개되었으며 첫 달에 100만 번 이상 다운로드 되었다. 2017년 1월 현재 27개 언어로 제공된다. 2018년 7월부터 파이어폭스 포커스는 Locker 애플리케이션의 일부로 BlackBerry Key2에 사전 설치되어 있다.
애플의 콘텐츠 차단 제한을 우회하기 위해 파이어폭스 포커스는 iOS 장치에서 UIWebView API를 사용한다. 안드로이드에서는 6.x 이전 버전에서는 블링크 엔진을 사용했고, 버전 7.0부터는 게코뷰(GeckoView)를 사용했다.

## 같이 보기
- 모질라 파이어폭스
- 파이어폭스 모바일
- 사파리 (웹 브라우저)
- 모바일 브라우저